# Set de dale care se autopavează

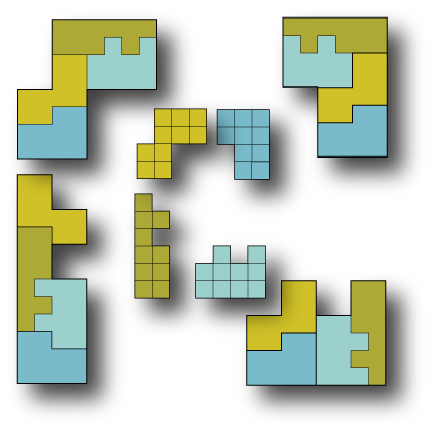
Un setiset perfect, de ordinul 4

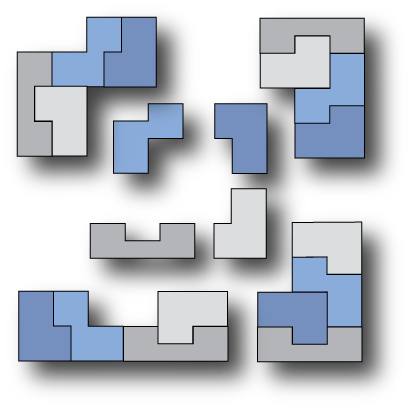
Un setiset cu piese dublate

În geometrie un set de dale care se autopavează, sau setiset, de ordinul n este un set de n forme, de obicei plane, fiecare dintre acestea putând fi pavată cu replici mai mici ale setului complet de n forme. Adică  n-formele pot fi asamblate în n moduri diferite, astfel încât să se creeze copii mai mari ale lor, unde creșterea la scară este aceeași în fiecare caz. Figura alăturată prezintă un exemplu pentru n = 4 folosind decominouri de forme diferite. Conceptul poate fi extins la piese din dimensiuni superioare. Numele de „setiset” a fost inventat de Lee Sallows în 2012, dar problema găsirii unor astfel de seturi pentru n = 4 a fost pusă cu zeci de ani în urmă de C. Dudley Langford, iar exemple pentru poliabolouri (descoperite de Martin Gardner, Wade E. Philpott și alții ) și poliominouri (descoperite de Maurice J. Povah) au fost publicate anterior de Gardner.

## Exemple și definiții
Din definiția de mai sus rezultă că un setiset compus din n piese identice este același lucru cu o „pavare cu autoreplicare” sau rep-dală, față de care setiseturile sunt o generalizare. Seturile care folosesc n forme distincte, cum ar fi cel din figura d sus, sunt numite perfecte. Figura de alături prezintă un exemplu pentru n = 4 care este imperfect deoarece două dintre formele componentelor sunt aceleași.

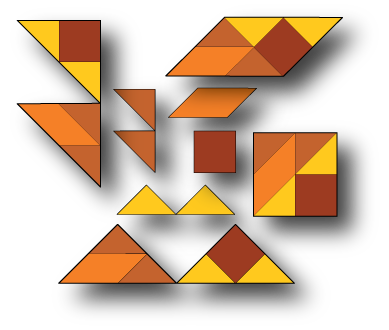
Un setiset cu piese slab conectate

Formele folosite într-un set de set nu trebuie să fie regiuni conectate. Sunt permise piese disjuncte compuse din două sau mai multe insule separate. Astfel de piese sunt descrise ca deconectate sau slab conectate (când insulele se unesc doar într-un punct), așa cum se vede în setul alăturat.

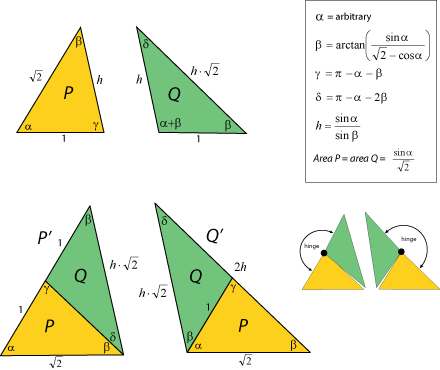
O familie infinită de setiseturi de ordinul 2

Cel mai mic număr de piese dintr-un setiset este 2. Figura de alături prezintă o familie infinită de setiseturi de ordinul 2 compuse fiecare din două triunghiuri, P și Q. După cum se arată, acesta din urmă poate fi articulat împreună pentru a produce un triunghi compus care are aceeași formă ca și P sau Q, în funcție de poziția balamalei: complet deschisă sau complet închisă. Acest specimen neobișnuit oferă astfel un exemplu de divizare cu balamale.

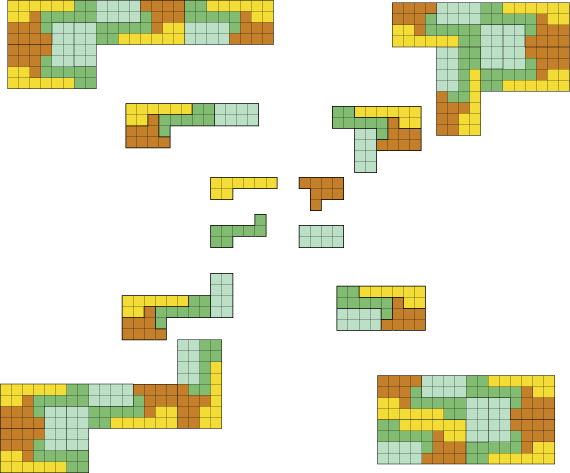
Un setiset de ordinul 4 din octominouri. Sunt prezentate două etape de creștere.

## Creștere și descreștere
Proprietățile setiseturilor fac ca piesele lor să formeze pavări prin substituție, în care dalele pot fi divizate sau combinate astfel încât să producă duplicate mai mici sau mai mari ale lor. Acțiunile de a forma copii din ce în ce mai mari (creștere) sau divizări tot mai mici (descreștere) pot fi repetate la infinit. În acest fel, setiseturile pot produce pavări neperiodice. Totuși, niciuna dintre pavările neperiodice descoperite până acum nu se califică drept pavare aperiodică⁠(d), deoarece dalele pot fi întotdeauna rearanjate astfel încât să producă o pavare periodică. Figura alăturată prezintă primele două etape de creștere ale unui set de ordinul 4 care conduc la o pavare neperiodică.

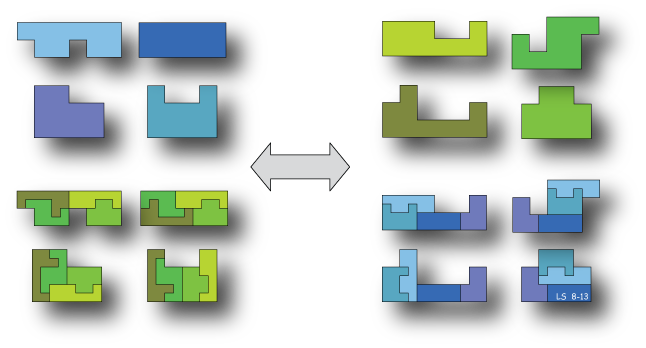
O buclă de lungime 2 cu decominouri

## Bucle
Pe lângă setiseturile care pot fi interpretate drept bucle de lungimea 1, există bucle mai lungi, sau lanțuri închise de seturi, în care fiecare set își plasează succesorul. Figura alăturată prezintă o pereche de seturi din decominouri, care se pavează unul pe altul, cu alte cuvinte o buclă de lungime 2. Sallows și Schotel au făcut o căutare exhaustivă a seturilor de ordinul 4 care sunt compuse din octominouri. Pe lângă șapte setiseturi obișnuite (adică bucle de lungimea 1), au găsit o varietate uluitoare de bucle din fiecare lungime până la maximum 14. Numărul total de bucle identificate a fost de aproape un milion și jumătate. Mai rămân de făcut multe cercetări în acest domeniu, dar se poate presupune că și alte forme pot forma bucle.

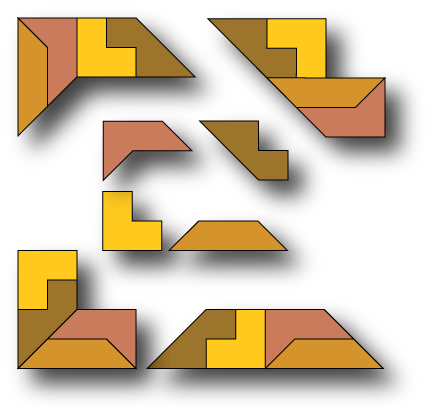
Un setiset rep-dală de ordinul 4

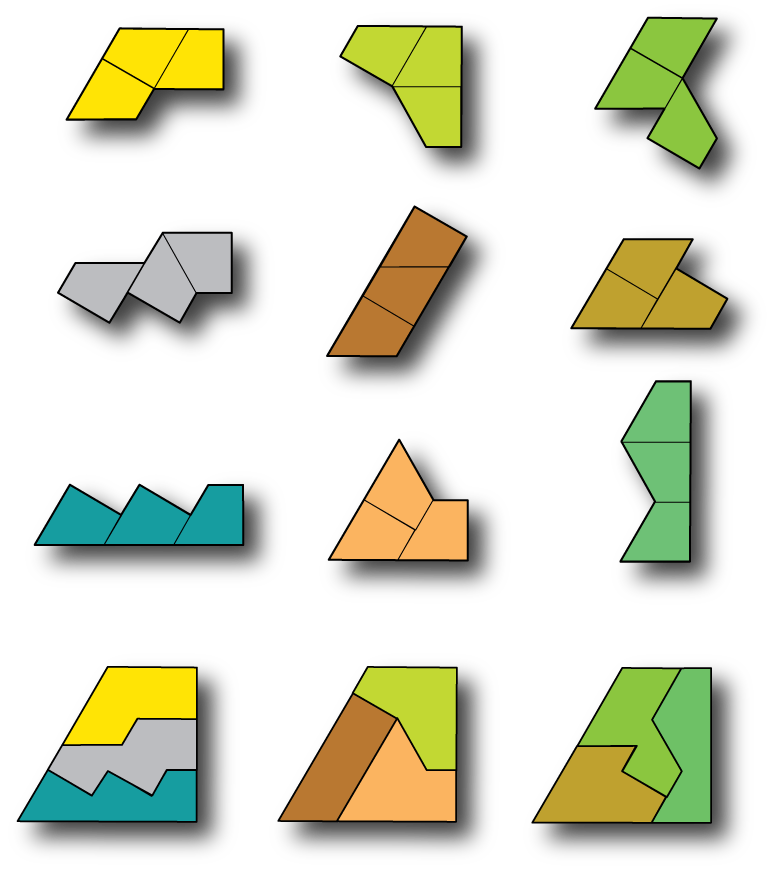
Un setiset rep-dală de ordinul 9

## Metode de construcție
Până în prezent au fost utilizate două metode pentru generarea setiseturilor. În cazul seturilor compuse din forme precum poliominouri, care presupun dimensiuni inițiale ale pieselor, cât timp n, numărul de piese implicate, nu este prohibitiv este posibilă o căutare cu forță brută⁠(d) pe computer. Este ușor de arătat că n trebuie să fie apoi un pătrat perfect. Toate exemplele din articol au fost găsite prin această metodă.
Alternativ, există o metodă prin care mai multe copii ale unui rep-dale pot fi divizate în anumite moduri, astfel încât să producă forme care creează setiseturi. Figurile de alături prezintă setiseturi produse prin această metodă, în care fiecare piesă este reuniunea a 2, respectiv 3 rep-dale. În imaginea de jos se poate vedea cum primele 9 piese se îmbină în cele 3 forme rep-dală de jos, în timp ce fiecare dintre cele 9 piese este ea însăși formată prin reuniunea a 3 astfel de rep-dale. Prin urmare, fiecare formă poate fi pavată cu duplicate mai mici ale întregului set de 9.